# البرادي (المفلحي)

تعديل مصدري - تعديل

البرادي هي إحدى قرى عزلة المفلحي بمديرية المفلحي التابعة لمحافظة لحج، بلغ تعداد سكانها 208 نسمة حسب تعداد اليمن لعام 2004.